# Есимнет
Есимнет (дав.-гр. αισυμνήτης — суддя на змаганнях, правитель) — у Стародавній Греції посередник, якого обирали (зазвичай — на народних зборах) для залагодження соціальних конфліктів та суперечок.
Спочатку цей титул означав просто суддю в героїчних іграх, але згодом він став позначати особу, яку співгромадяни час від часу добровільно наділяли практично необмеженою владою в грецькій державі. Аристотель називав цю посаду "виборною тиранією" і говорив, що влада есимнетая певною мірою мала характер "як царської, так і тиранічної влади, оскільки він призначався на законних підставах і керував добровільними підданими, але водночас не був пов'язаний жодними законами у своєму державному управлінні.".
Тому Теофраст називає цю посаду τυραννίς αιρετή («виборна тиранія»), а Діонісій Галікарнаський порівнює її з диктатурою в Римі. Вона не була спадковою, але іноді обіймалася довічно, а іноді лише до досягнення певної мети, наприклад, примирення різних фракцій у державі. Існує лише один зафіксований випадок, коли людина прямо отримала титул Есимнета: Піттак у Мітилені, який був призначений на цю посаду, оскільки держава довгий час була розірвана на частини різними угрупованнями, і якому вдалося відновити мир і порядок завдяки своїм мудрим постановам і законам.
Однак, без сумніву, було багато інших осіб, які правили під цим титулом деякий час у різних грецьких державах, і ці законодавці були дуже схожі на есимнетаїв, яких їхні співгромадяни призначали верховною владою для прийняття законів, як Драконт Афінський, Солон, Залевк і Харонд. У деяких державах, таких як Кими Еолідські та Халкедон, це був титул, який носили звичайні судді.
Есимнета наділяли необмеженими повноваженнями, він видавав закони, проводив реформи державного ладу. З есимнетів найвідомішими були Піттак у Мітилені та Солон в Афінах. Аристотель дав визначення есимнетії як «виборної монархії».